# Ак Кёбёк
 Ак Кёбёк  (Ак-Кӧбӧк) — aристократический род чуйских теленгитов, правивший в Кёбёкском отоке. Родоначальником стал Кёбёгёш — сын правителя Хонгорая Кайракан-Ярынака Ишеева из династии Хыргыс.

## История
Летом 1687 года, получив приказ от Галдан Бошогту, Кайракан-Ярынак с отрядом из 600 воинов отправился на помощь в борьбе против монголов. В сентябре, недалеко от Телецкого озера, монголы преградили путь кыргызскому войску, направлявшемуся к джунгарскому хану. Сражение длилось четыре дня, и в итоге джунгары и кыргызы потерпели поражение. Потери кыргызов составили 300 человек, а Ярынак погиб в бою. Виктор Бутанаев предполагал, что часть выживших кыргызских воинов, руководимых Кёбёгёшем, влилась в алтайские племена и дала начало роду Ак-Кёбёков.
Так был образован Кёбёкский оток. Ставка зайсана Кёбёгёша находилась в урочище Сары-Таш.
В 1757 году цинский император назначил Ярынака чиновником третьего ранга, а позже китайский монарх даровал наследственный титул Ухерида.
В 1865 году по решению князя Чычкана Тёсёгёшева Вторая Чуйская Волость вошла в состав России, после чего правители из рода Ак-Кёбёк иногда в официальных документах стали именоваться «родовыми старостами», но не стоит путать это с должностью волостного старшины, так как первые имели намного больше прав.

### Судьба династии в 1930-х гг
В период сталинских репрессий одним из первых арестованных в Кош-Агачском аймаке оказался последний зайсан Второй Чуйской Волости Кубайберген-Павел Очурдяпов. К нему были предъявлены обвинения по статье 58 — II УК РСФСР, по итогу бывший зайсан был приговорён к расстрелу с конфискацией имущества. 1 марта 1931 года был арестован его старший сын Антон Кудайбергенов. Второй по старшинству сын, Боктор Очурдяпов, вместе с семьёй был отправлен в Казахскую ССР.

### Участие в Великой Отечественной войне
В конце июня 1941 году Боктор Кубайбергенович был призван на фронт. Вступил он в 1374 стрелецкий полк 416 стрелецкой дивизии. Дошёл до Берлина, в 1945 году стал кавалером ордена Красной Звезды. После участия в Великой Отечественной войне он был реабилитирован и уже в 1956 году вернулся на Родину с детьми от второго брака..
Также в Великой Отечественной войне участвовал младший сын князя Кудайбергена-Павла Очурдяпова Платон Очурдяпов. Известно, что он без вести пропал, и об этом свидетельствует запись «Донесения о потерях» от декабря 1944 года.

## Тотем

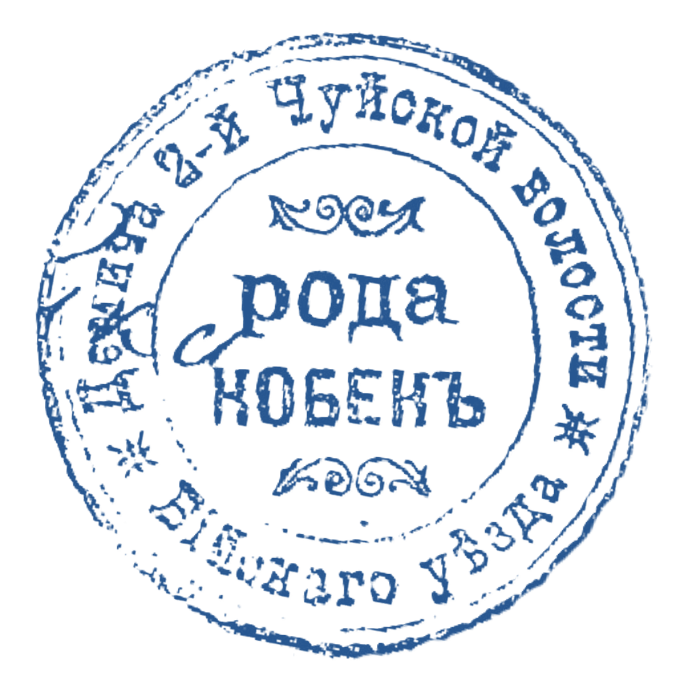
Печать демичи рода Ак-Кёбёк (XIX).

Большая часть людей из этого сеока почитают гору Кок-Ыйык (алт. Кöк-Ыйык), которая находится в Кош-Агаченском районе Республики Алтай, вблизи села Теленгит Сортогой. Покровителям рода считаются лебеди и собаки. Также, по словам В. А. Клешев, есть животное нижнего мира — «кара бука», то есть чёрный бык. Можжевельник — это почитаемый кустарник среди людей из этой рода.

## Тамга
Тамга представляет собой крест (алт. Саракай) и напоминает свастику, которая означает точку соединения неба и земли. Данный знак связан с Умай-Эне и соединяет три времени — прошлое, настоящее, будущее.

## Князья
- Кёбёгёшь Ярынаков (алт. Кӧбӧгӧш) (сын кыргызского князя Кайракан-Ярынака Ишеева)
- Ярынак (алт. Jарынак)
- Чебек (алт. Чебек)
- Монгол Чебеков (алт. Моол)
- Чычкан Тёсёгёшев (алт. Чычкан)
- Мангдай-Семён Чычканов (алт. Маҥдай)
- Очурдяп-Николай Мангдаев (алт. Очурjяп)
- Кудайберген-Павел (алт. Кудайберген)

### Главы рода после 1930 года[30]
- Антон Кудайбергенов-Очурдяпов
- Боктор-Иван Кудайбергенович Очурдяпов

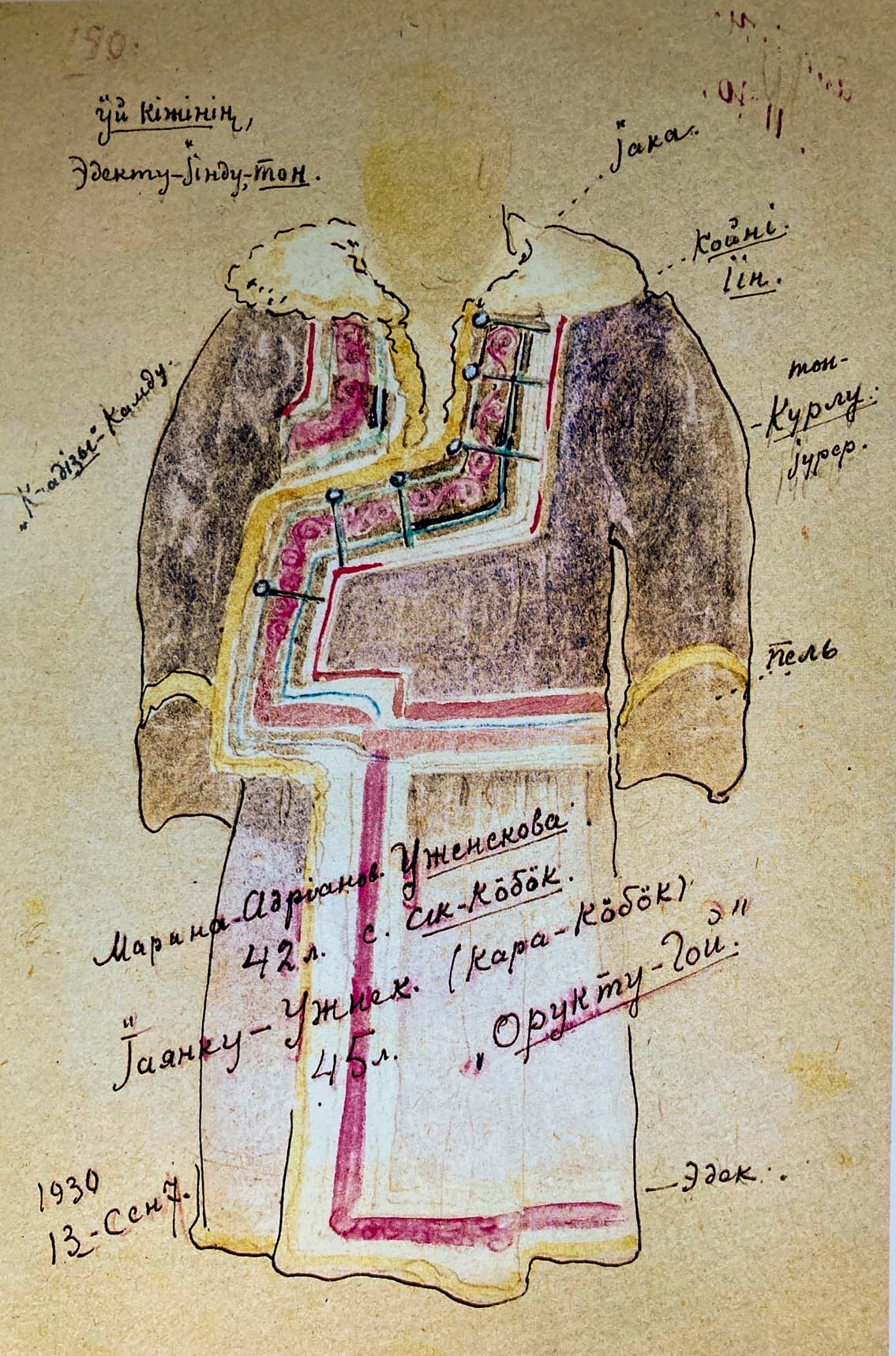
Данная шуба принадлежала девушке из рода Ак-Кёбёк (Рисунок Г. И. Гуркина)

- Николай Бокторович Очурдяпов
- Сергей Николаевич Очурдяпов